# スティーヴン・クレイン

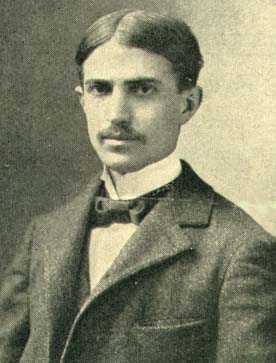
1896年3月

スティーヴン・クレイン（Stephen Crane、1871年11月1日-1900年6月5日）は、アメリカ合衆国の作家・詩人。ニュージャージー州ニューアーク生まれ。シラキューズ大学在学中に書き始めた中篇『街の女マギー』でデビューするが、全く売れず。南北戦争を舞台にした『赤い武功章』で、ようやく作家としての地位を確立する。その後、キューバ動乱、ギリシア＝トルコ戦争などに従軍し、その時の体験をもとにした『オープン・ボート』などの作品を発表するが、借金苦やアルコールで体を壊し、28歳で病死した。
アメリカ自然主義文学の先駆者として、ヘンリー・ジェームズ、ジョゼフ・コンラッドら同時代の作家からの評価は高く、フォークナー、ヘミングウェイら後代の作家に与えた影響も大きい。
ビートルズのアルバム『サージェント・ペパーズ・ロンリー・ハーツ・クラブ・バンド』のジャケットに登場していることでも知られている。

## 主な著作
- 『街の女マギー』"Maggie:A Girl of the Streets"（1893年）
『巷の娘』大久保康雄訳 東西書房 1950
『街の女マギー』大橋健三郎訳 研究社出版 1957
『マギー・街の女』大坪精治訳 大阪教育図書 1985。他に「オープン・ボート」「スティーヴン・クレインの手記」
- 『赤い武功章』"The Red Badge of Courage"（1895年）
『赤い武功章　他三編』西田実訳 岩波文庫 1974。他に「オープン・ボート」「青いホテル」「花嫁イエロースカイに来る」
『赤い武勇章　他二篇』谷口陸男・沢田和夫訳 八潮出版社 1984。他に「救命ボート」「ブルー・ホテル」
『勇気の赤い勲章』藤井光訳 光文社古典新訳文庫 2019
- 『黒い騎手』"The Black Riders"（1895年）- 詩集
- 『ジョージの母』"George's Mother"（1896年）
『ジョージの母親　バワリー物語』大坪精治訳 大阪教育図書 1982
『ニューヨーク バウアリー物語』岩月精三・岡田量一訳 彩流社 1982。他に「街の女マギー」
- "The Blue Hotel"（1896年）
『対訳 クレイン 無蓋ボート 青色のホテル 他一篇』上野直蔵・松山信直訳註 南雲堂 1959
- "The Bride Comes to Yellow Sky"（1896年） 
『対訳 花嫁イエロー・スカイに来る』井上謙治訳注 大学書林 語学文庫 1966
- 『第三のすみれ』"The Third Violet"（1897年）
『第三のすみれ 永遠の忍耐』大坪精治訳 大阪教育図書 1982
- 『オープン・ボート』"The Open Boat"（1898年）
『冒険物語』鏡味国彦・仁木勝治訳 文化書房博文社 1975

「突進馬」「賢者たちーメキシコにおけるアメリカ人の生活の詳細について」
「オープン・ボート」「死と子供」「ブルー・ホテル」「十二時」
- "The Monster and the Other Stories"（1899年）
『怪物』松山信直訳 南雲堂 双書・20世紀の珠玉 1960、新版1979
- 『戦争はやさし』"War is Kind"（1899年）- 詩集
- "Whilomville stories"（1900年） 
『天使の子 ホワイロンヴィル物語』押谷善一郎訳 大阪教育図書 1978